# 普熱梅希爾火車總站
普熱梅希爾總站（波蘭語：Przemyśl Główny）是波蘭喀爾巴阡山省普熱梅希爾市的主要火車站。
該車站於1860年啟用，是卡爾·路德維希大公修建的加利西亞鐵路之一部分，距離波蘭—烏克蘭邊界（梅迪卡—舍希尼）約15公里（9.3 英里）。它有連接波蘭其他地區的標準軌距軌道（PKP鐵路線91、102和 615），以及連接烏克蘭的寬軌軌道（PKP鐵路線92）。因此，它是波蘭和烏克蘭鐵路系統之間的重要樞紐。
2022年俄羅斯入侵烏克蘭後，該站成為難民離開烏克蘭的重要中轉站，戰爭第一個月就有約50萬難民經過該站

。